# Sator (Band)
Sator ist eine schwedische Rockband und wurde 1981 als Sator Codex in Borlänge  gegründet. Unter diesem Namen veröffentlichte sie ein Album (Wanna Start a Fire?) und drei Singles, bevor der Bandname 1987 auf Sator verkürzt und der Stil abgewandelt wurde. Sänger und Gitarrist Chips Kiesbye ist außerdem ein erfolgreicher Musikproduzent und arbeitete u. a. mit The Hellacopters, Sahara Hotnights und Millencolin.

## Diskografie

### Alben
| Jahr | Titel                   | Höchstplatzierung, Gesamtwochen, AuszeichnungChartsChartplatzierungen (Jahr, Titel, Platzierungen, Wochen, Auszeichnungen, Anmerkungen) | Anmerkungen |
| Jahr | Titel                   | SE | Anmerkungen |
| ---- | ----------------------- | --- | ----------- |
| 1988 | Slammer!                | SE39 (2 Wo.)SE |             |
| 1990 | Stock Rocker Nuts!      | SE16 (5 Wo.)SE |             |
| 1992 | Headquake!              | SE12 (7 Wo.)SE |             |
| 1994 | Barbie-Q-Killers Vol. 1 | SE2 (11 Wo.)SE |             |
| 1995 | Stereo                  | SE6 (5 Wo.)SE |             |
| 1998 | Musical Differences     | SE48 (1 Wo.)SE |             |
| 2006 | Basement Noise          | SE23 (4 Wo.)SE |             |
| 2011 | Under the Radar         | SE7 (5 Wo.)SE |             |

### Singles
| Jahr | Titel Album                         | Höchstplatzierung, Gesamtwochen, AuszeichnungChartsChartplatzierungen (Jahr, Titel, Album, Platzierungen, Wochen, Auszeichnungen, Anmerkungen) | Anmerkungen        |
| Jahr | Titel Album                         | SE | Anmerkungen        |
| ---- | ----------------------------------- | --- | ------------------ |
| 1988 | Oh Mama                             | SE17 (2 Wo.)SE | Lili & Susie-Cover |
| 1992 | We’re Right, You’re Wrong Headquake | SE31 (3 Wo.)SE |                    |
| 1993 | Ring Ring                           | SE29 (3 Wo.)SE | ABBA-Cover         |

Weitere Singles
- 1990: World
- 1990: Restless Again
- 1990: Hello Hello! (I'm Back Again) (Gary-Glitter-Cover)
- 1992: I Wanna Go Home
- 1993: I’d Rather Drink Than Talk
- 1994: No Solution (The-Nuns-Cover)
- 1994: I’ll Wait (The Suicide Commandos-Cover)
- 1994: Nothing Hurts
- 1995: Out of the Void
- 1995: This Is My Life (Gasolin’-Cover)
- 1995: Even as We Speak
- 1995: It Really Doesn't Matter Now
- 1995: I’m Gone
- 1998: Everybody’s Making Plans
- 1998: Love MF
- 1999: TV-Night
- 1999: Droppin' Out!
- 2009: Leksands EP:n
- 2010: I Wanna Go Home (Twenty-ten)
- 2013: World Keeps Turning
- 2014: When You Lie Down with Dogs

### Split-Singles
| Jahr | Titel Album         | Höchstplatzierung, Gesamtwochen, AuszeichnungChartsChartplatzierungen (Jahr, Titel, Album, Platzierungen, Wochen, Auszeichnungen, Anmerkungen) | Anmerkungen |
| Jahr | Titel Album         | SE | Anmerkungen |
| ---- | ------------------- | --- | ----------- |
| 1994 | Sator vs White Flag | SE25 (4 Wo.)SE |             |

Weitere Split-Singles
- 1996: Sator / Gangbangers

### Videoalben
- 2007: Live at Sticky Fingers 2006

### Weitere Veröffentlichungen
- 1992: Ring Ring (ABBA-Cover für das schwedische Tributalbum ABBA: The Tribute, veröffentlicht über Polar Music)